# Tadeusz Dąbrowski (krytyk literacki)
Tadeusz Dąbrowski (ur. 18 października 1887 w Drohobyczu, zm. 22 listopada 22 listopada 1919 w Stryju) – polski krytyk literacki i publicysta.
W latach 1905–1910 był studentem Uniwersytetu Franciszkańskiego we Lwowie (wydział filozoficzny). Publikował w Bibliotece Warszawskiej, Krytyce, Nowej Reformie, Pamiętniku Literackim, Prawdzie, Tygodniku Ilustrowanym i Widnokręgach. Pisał m.in. na temat twórczości Juliusza Słowackiego. Krytykował literacki impresjonizm i modernizm, młodopolskie środowisko literackie oraz dekadentyzm w twórczości Stanisława Przybyszewskiego. Pozytywnie wypowiadał się o twórczości Andrzeja Struga, Ludwika Stanisława Licińskiego i Stanisława Antoniego Muellera. Był współpracownikiem Naczelnego Komitetu Narodowego. W 1927 pt. Uśmiechy wojny ukazał się jego pamiętnik z czasów I wojny światowej.